# Eurystyles alticola
Eurystyles alticola là một loài thực vật có hoa trong họ Lan. Loài này được Dod mô tả khoa học đầu tiên năm 1978.